# Anton Johann Gross-Hoffinger

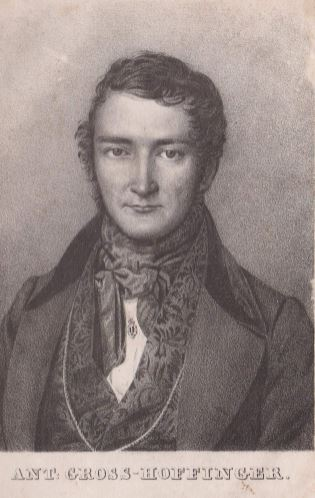
Anton Johann Gross-Hoffinger (1836)

Anton Johann Gross-Hoffinger, mit den Pseudonymen Hans Normann, A. J. Groß, Anton Johann Groß, Anton Johann Groß (Hoffinger) und  A. J. Groß-Hoffinger; (* 22. Mai 1808 in Wien; † 26. August 1875 in Breslau) war ein österreichischer Geograph,  Lexikograf,  Schriftsteller des Vormärz und Verleger, dessen zahlreiche Werke teilweise mehrfach veröffentlicht wurden.

## Leben
Seine Eltern waren der Kaufmann Anton Gross und seine Ehefrau Anna Maria (geb. Hoffinger), die mit ihm 1816 nach Budweis übersiedelten.
Nach seiner sechsjährigen Gymnasialzeit in Budweis besuchte er nach der Rückkehr 1822 für zwei Jahre das Schottengymnasium, um anschließend an der Philosophischen Fakultät in Wien Geografie sowie Geschichte zu studieren und widmete sich erstmals dem Journalismus und der Schriftstellerei. Auf Wunsch der Eltern verzichtete er auf den Abschluss und diente für ein Jahr als Kadett im 8. Linien-Infan.- Regiment Erzherzog Ludwig in Iglau, aus dem er 1828 als militär- und erwerbsuntauglich entlassen wurde.
Noch im gleichen Jahr versuchte er die Besteigung des Großglockner, die aber im letzten Abschnitt scheiterte.
Seine fortgesetzten Studien begannen 1829 in München, denen Leipzig und Gießen folgten, die er 1834 mit der Promotion zum Dr. der Philosophie abschloss.
Nach dem Tod des Vaters (um 1830) findet seine Mutter Erwähnung als „Handlungs-Spediteurs-Witwe“. Gross-Hoffinger veröffentlichte, ab 1832 von Halberstadt aus, gemeinsam mit Carl Brüggemann, das Neueste Conversationslexikon für alle Stände.

## Großglockner-Expedition
Am 24. Juli 1828 begann unter seiner Beteiligung eine Besteigung von Dellach aus, um den Gipfel des Großglockners zu erreichen. Von drei Bergführern während der Expedition sind namentlich Brandstätter, Dominikus Aslaber und Mathias Royacher bekannt. Seine Bekanntschaft mit dem Naturforscher und Botaniker David Heinrich Hoppe aus Regensburg, der dort seit 1798 in den Sommermonaten einige Wochen lebte, teilte u. a. der Bryologe Christian Friedrich Hornschuch (1793–1850). Von der „Sennhütte am Troog“, mit Übernachtung in der als Sennerei bewirtschafteten „Kuhhütte“, ging es am 26. Juli 1828 zur Salmshütte. Die Salmhütte wurde nach ihrer Errichtung 1799 seit 1809 mehrfach zerstört und wiederaufgebaut und bestand seit der Kostenbeteiligung u. a. durch den Geometer Partsch aus zwei „dauerhaft“ ausgelegten und 1826 fertiggestellten  Bauwerken. Sie lagen einige Meter auseinander und bestanden aus der Wohnhütte und dem Hauptgebäude mit der Küche und zwei Kammern. Diese Expedition ist insoweit interessant, als das verbrannte Glocknerbuch erwähnt wird und Personennamen und Einträge durch Literaturquellen wiedergegeben werden können. Für 1852 dokumentiert Anton von Ruthner (1817–1897) die Zerstörung der Hütte.

## Verleger
Die von ihm seit dem 2. Januar 1838 herausgegebene Zeitschrift DER ADLER. Allgemeine Welt- und Nationalchronik, Unterhaltungsblatt, Literatur- und Kunstzeitung für die Oesterreichischen Staaten. Edlen von Gehelen'schen Erben (auch Verleger der Wiener Zeitung), Wien 1838 führte er, nachdem zuvor ein „Probeblatt“ veröffentlicht wurde, ab 1844 unter dem neuen Namen Vindobana weiter um, wegen mangelnden wirtschaftlichen Erfolgs, die Herausgabe am Freitag, dem 31. Mai 1844 mit der Nr. 131 einzustellen.

## Veröffentlichungen

### Gross-Hoffinger
- 1830: Handbuch für Reisende durch das Erzherzogtum Österreich
- 1830: Reisetaschenbuch für Donaufahrer (die zweite Auflage erschien 1846 unter dem Titel: "Die Donau vom Ursprung bis an das Schwarze Meer")
- 1832: Der Kahlenberg
- 1832: Lebens und Regierungsgeschichte
- 1833: Die österreichischen Länder und Völker. (Ersther Theil), F. W. Goedtsche, Leipzig und Löwenberg 1833. (Digitalisat)
- 1834: Buch der Freiheit oder Geist des 19then Jahrhunderts von einem ausgewanderten Österreicher, F. W. Goedtsche, Leipzig und Meissen 1834. (Digitalisat)
- 1834: Das alte Österreich und den Römern, 1834
- 1835: Der König (Roman), 1835
- 1835: Geist aus Voltaires Schriften
- 1835: Leben, Wirken und Tod des Kaisers Franz I.
- 1835: Lebens- und Regierungsgeschichte Josephs des Zweiten und Gemälde seiner Zeit, Fr. Brodhag'sche Buchhandlung, Stuttgart 1835. (Digitalisat)
- 1836: Das Reich der Finsternis, (Gedichte)
- 1836: Österreich im Jahre 1835 in die Zeichen der Zeit in Teutschland. L.F. Rieger und Comp., Stuttgart und Leipzig (Digitalisat)
- 1841: Das schwarze Mandl. Österreichische Sagen und Geschichten, Selbstverlag, Wien
- 1846: Das Galante Wien. (Sittengemälde), Johann Friedrich Hartknoch, Leipzig
- 1846: Die Donau vom Ursprung bis an das Schwarze Meer
- 1846: Die Teilung Polens
- 1846: Fürst Metternich und das österreichische Staat-System. Ein Gutachten, Verlag Philipp Reclam, Leipzig
- 1846: Ungarisches Portefeullie
  - Erster Band: Staatskritik - Reform, Philipp Reclam jun., Leipzig (Digitalisat)
  - Zweiter Band: Ungarische Zustände, Philipp Reclam jun., Leipzig (Digitalisat)
- 1846: Wien, wie es ist (Neuauflage 1925)
- 1846: Wien, wie es ist. Ignaz Jackowitz, Leipzig 1847 (mit vier Tonlithographien von Theodor Hosemann)
- 1847: Die Schicksale der Frauen und die Prostitution im Zusammenhang mit dem Princip und der Unauflösbarkeit der katholischen Ehe und besonders der österreichischen Gesetzgebung und der Philosophie des Zeitalters, Fest'sche Verlagsbuchhandlung, Leipzig 1847 ( (2), 400 S.)
- 1847: Wien, wie es ist, J. Komrower, 192 S.
- 1848: Chronik des Jahres 1848
- 1854: Cilli, die Tirolerin (Roman), online
- 1854: Orient und Okzident (Roman)
- 1866: Mönch und Gräfin (Roman), 1866[7]

### Hans Normann (Pseudonym)
In Leipzig trat er erstmals unter dem Pseudonym "Hans Normann" auf.
- 1832: Österreich wie es ist. Zwei Bände, Leipzig 1832.
- 1832: Spaziergänge eines Wiener Poeten. Das Reich der Finsterniß. Zeitklänge dem Dichter der "Spaziergänge eines Wiener Poeten" geweiht. Zweyte Auflage. , Hoffmann und Campe, Hamburg 1832. (52 S.)
- 1833: Österreich, wie es ist. Gemälde
- 1833: Wien, wie es ist  - Erster und zweiter Theil ,  Leipzig und Löwenberg bei Eschrich und Comp. 1833
- 1834: Memoiren eines ausgewanderten Österreichers über sein Vaterland und seine Zeit. Erster Band.  - MNE !! ( Mehr nicht erschienen.) Altenburg, 1834. Druck der Hofbuchdruckerei. (Leipzig in Commission im Literarischen Museum.) ; ( (IV), 236 S.)